# NGC 208
NGC 208 là một thiên hà xoắn ốc nằm cách Hệ Mặt trời khoảng 229 triệu năm ánh sáng trong chòm sao Song Ngư. Nó được phát hiện vào ngày 5 tháng 10 năm 1863 bởi Albert Marth.